# Joan Simonet Pons
Joan Simonet Pons (Alaró, 1973) és enginyer agrònom. Va ser polític i batle d'Alaró. Ha treballat com a professional liberal i en obres públiques així com en temes de Medi Ambient al Parc Nacional de Cabrera. El 2015 va abandonar la política i d'ençà és gerent de l'entitat agrària Asaja.
Va ser regidor d'urbanisme de l'ajuntament d'Alaró de 1999 a 2003, escollit en les llistes del Partit Popular. De 2003 a 2007 va ser a l'oposició i gerent de l'empresa pública Serveis de Millora Agrària del Govern de les Illes Balears. Va ser director-gerent del Fons de Garantia Agraria i Pesquera (Fogaiba), organisme del Govern de les Illes Balears de 2011 a 2015.
A les eleccions de maig del 2007 encapçalà les llistes del Partit Popular. Com a partit més votat, per primer cop en la història democràtica del municipi aconseguí desbancar el PSOE. Fou nomenat batle d'Alaró i governà en minoria amb cinc regidors, ja que no va aconseguir cap acord. A les eleccions del 2011 va aconseguir la majoria absoluta. S'hi havia presentat pràcticament amb el mateix equip que les passades eleccions; així resultaren elegits regidors Gabriel Simonet Homar, Maritina Campins Moyà, el jove Llorenç Perelló Rosselló, Lourdes Bennassar Bennassar, Maria Antònia Cifre Rosselló i Juan Lozano León.
A les eleccions municipals del 2015, i després d'una forta polèmica amb el seu partit sobre la política de Bauzá, es va presentar encapçalant una llista independent i municipalista, Junts per Alaró. Aquesta formació va ser la força més votada, però un pacte PSOE-Més els va desbancar. El 24 de setembre de 2015 dimití per motius personals després d'haver estat nomenat gerent de l'entitat agrària Asaja. És molt crític amb la política del conseller d'Agricultura Vicenç Vidal.